# Juan Gustavo Morales
Juan Gustavo Morales (Pisco, Ica, Perú, 6 de marzo de 1989) es un futbolista peruano. Juega como mediocentro y su equipo actual es Universidad César Vallejo de la Liga 2 de Perú.

## Trayectoria
Juan Morales se incorporó al primer equipo de Universidad César Vallejo en enero de 2010. Esperó hasta el último partido de la temporada 2010 para poder debutar en el club. El técnico interino Benjamín Navarro lo incluyó en el once inicial, en su debut terminó con una victoria 2-0 sobre el FBC Melgar.

## Selección nacional
Morales fue convocado por primera vez para jugar con la selección de Perú el 10 de agosto de 2012 para un amistoso frente a Costa Rica. Además participó, en los Juegos Panamericanos de 2015, realizado en Toronto, donde jugó en 3 partidos, y la blanquiroja quedó en sexto lugar.
Participación en Juegos Panamericanos
| Torneo                       | Sede   | Resultado   | Partidos | Goles |
| ---------------------------- | ------ | ----------- | -------- | ----- |
| Juegos Panamericanos de 2015 | Canadá | Sexto lugar | 3        | 0     |

## Clubes
| Club                      | País | Año         |
| ------------------------- | ---- | ----------- |
| Universidad César Vallejo | Perú | 2010 - 2016 |
| Juan Aurich               | Perú | 2016        |
| Ayacucho FC               | Perú | 2017        |
| Unión Comercio            | Perú | 2018 - 2019 |
| Alianza Universidad       | Perú | 2020 - 2021 |
| Ayacucho FC               | Perú | 2022        |
| Sport Boys                | Perú | 2023 - 2024 |
| Universidad César Vallejo | Perú | 2025 - act. |

## Palmarés

### Torneos nacionales oficiales
- Campeón Torneo del Inca: 2015